# Chronologie des États-Unis
La chronologie des États-Unis liste les principaux événements qui jalonnent l'histoire des États-Unis.

## Période précolombienne
- 35000 à 15000 av. J.-C. : premières migrations de population d'origine asiatique à travers le détroit de Béring.
- 1000 - 1002 : Leif Ericson, fils du viking Erik le Rouge, explore les côtes de Terre-Neuve et du Labrador et atteint peut-être le Nord-Est des actuels États-Unis.

## Période coloniale

### XVesiècle
- 1492 : Christophe Colomb arrive en Amérique et découvre les Antilles .
- 1497 : Jean Cabot débarque à Terre-Neuve et inaugure la présence britannique en Amérique du Nord.

### XVIesiècle
- 1513 : Juan Ponce de León revendique la Floride au nom de la Couronne d'Espagne.
- 1524 : découverte de la baie de New York par Giovanni da Verrazano. Il explore aussi la côte depuis la Caroline du Nord jusqu'au Maine actuels.
- 1542 : Hernando de Soto découvre le Mississippi
- 1585 : fondation d'une colonie anglaise sur l'ile de Roanoke par Sir Walter Raleigh

### XVIIesiècle
- 1607 : fondation de Jamestown (Virginie) par le capitaine John Smith of Jamestown.
- 1613 : découverte des chutes du Niagara par Samuel de Champlain.
- 1614 : les Hollandais fondent la Nouvelle-Néerlande
- 1619 : premiers esclaves noirs dans les plantations de Jamestown.
- 1620 : le Mayflower débarque au Cap Cod avec 100 pèlerins (les Pères pèlerins) qui fondent Plymouth.
- 1624 : fondation de la Nouvelle-Amsterdam (future New York) par les Hollandais.
- 1630 : voyage de Winthrop Fleet dans la colonie de la Baie du Massachusetts.
- 1630 : fondation de la colonie de Rensselaerwyck
- 1634 : fondation de la Province de Maryland
- 1634 : Roger Williams banni du Massachusetts
- 1635 : fondation du Connecticut
- 1636 : création du collège Harvard, près de Boston.
- 1637 : fondation de la colonie de New Heaven
- 1638 : fondation de la colonie du Delaware
- 1638 : fondation de la Nouvelle-Suède
- 1640 : Guerres franco-iroquoises
- 1647 : Pieter Stuyvesant, premier gouverneur de New York.
- 1650 : légalisation de l'esclavage[réf. nécessaire].
- 1650-1655 : guerre du Pêcher
- 1663 : le roi Charles II d'Angleterre octroie une charte à la nouvelle colonie de Caroline.
- 1664 : les Anglais s'emparent de la Nouvelle-Amsterdam
- 1664 : la Nouvelle-Néerlande est cédée à l'Angleterre par le traité de Breda et le traité de Westminster
- 1669-1670 : John Lederer de Virginie explore les Appalaches
- 1680 : Révolte des Pueblos contre les Espagnols
- 1682 : William Penn fonde la province de Pennsylvanie
- 1682 : René Robert Cavelier de La Salle descend le Mississippi jusqu'à son delta
- 1686 : Dominion de Nouvelle-Angleterre
- 1687 : les Indiens Yamasee quittent la Floride espagnole pour la Caroline du Sud et deviennent les alliés des Anglais
- 1692 : Chasse aux sorcières à Salem (Massachusetts).
- 1698 : fondation de Pensacola
- 1699 : fondation de Biloxi par Pierre Le Moyne d'Iberville

### XVIIIesiècle
- 1701 : fondation de Détroit (Michigan)
- 1718 : fondation de La Nouvelle-Orléans par Pierre Le Moyne d'Iberville
- 1756-1763 : Guerre de Sept Ans
- 1763 : traité de Paris, Proclamation Line
- 1764 : Sugar Act
- 1764 : fondation de Saint Louis (Missouri)
- 1765 : Stamp Act
- 1779 : fondation de Chicago (Illinois)

## Révolution américaine

### Années 1770
- 1770
- 1771
- 1772
- 1773
- 1774
- 1775
- 1776
- 1777
- 1778
- 1779

- 1773 : Tea Act, Pamphlet des Sons of Liberty et le Boston Tea Party
- 1774 : réponse du parlement britannique Boston Port Act, Administration of Justice, Massachusetts Government Act & Quartering Act connus dans les colonies sous le nom des Intolerable Acts
- 1775 : début de la guerre d'indépendance des États-Unis
- 4 juillet 1776 : Déclaration d'indépendance américaine
- 1777 : Articles de la Confédération
- 1777 : bataille de Saratoga

### Années 1780
- 1780
- 1781
- 1782
- 1783
- 1784
- 1785
- 1786
- 1787
- 1788
- 1789

- 1781 : bataille de Yorktown
- 1783 : traité de Paris
- 1784 : New York élue provisoirement capitale des États-Unis.
- 1789 : George Washington, premier président américain

### Années 1790
- 1790
- 1791
- 1792
- 1793
- 1794
- 1795
- 1796
- 1797
- 1798
- 1799

- 1791 : les dix premiers amendements sont inscrits dans la Constitution

## XIXesiècle

### Années 1800
- 1800
- 1801
- 1802
- 1803
- 1804
- 1805
- 1806
- 1807
- 1808
- 1809

- 1801 : Thomas Jefferson président
- 1803 : vente de la Louisiane
- 1804 : expédition Lewis et Clark
- 1808 : abolition de la traite des esclaves
- 1809 : James Madison président

### Années 1810
- 1810
- 1811
- 1812
- 1813
- 1814
- 1815
- 1816
- 1817
- 1818
- 1819

- 1812 : Guerre de 1812
- 1814 : incendie de Washington DC par les forces britanniques et canadiennes
- 1813 : bataille de York
- 1817 : James Monroe président
- 1819 : l'Espagne cède la Floride aux États-Unis.

### Années 1820
- 1820
- 1821
- 1822
- 1823
- 1824
- 1825
- 1826
- 1827
- 1828
- 1829

- 1821 : élection d'Andrew Jackson au poste de gouverneur de Floride le 17 juillet.
- 1823 : le 2 décembre, Déclaration Monroe ; début du deuxième mandat de James Monroe
- 1825 : le 3 janvier, fondation de la communauté New Harmony par Robert Owen.
- 1828 : le 3 décembre, élection d'Andrew Jackson à la présidence des États-Unis
- 1829 : le 4 mars, entrée en fonctions d'Andrew Jackson

### Années 1830
- 1830
- 1831
- 1832
- 1833
- 1834
- 1835
- 1836
- 1837
- 1838
- 1839

- 1830
  - Naissance de l'Église de Jésus-Christ des saints des derniers jours à Fayette (État de New York), avec Joseph Smith comme premier président.
  - Indian Removal Act voté le 28 mai
- 1831
  - deux millions d'esclaves aux États-Unis.
  - premier numéro du journal The Liberator le 1er janvier
  - insurrection de Nat Turner le 21 août
- 1832
  - crise de la "nullification" le 24 novembre
  - Réélection d'Andrew Jackson à la présidence des États-Unis le 5 décembre
- 1833 : Fondation de la société américaine antiesclavagiste le 4 décembre.
- 1837
  - Invention du télégraphe de Morse

### Années 1840
- 1840
- 1841
- 1842
- 1843
- 1844
- 1845
- 1846
- 1847
- 1848
- 1849

- 1843 : invention de la machine à écrire.
- 1845 : Mort d'Andrew Jackson à Nashville le 8 juin
- 1847 : invention du jean par Oscar Levi Strauss.
- 2 février 1848 : traité de Guadalupe Hidalgo
- 1849 : ruée vers l'or en Californie.

### Années 1850
- 1850
- 1851
- 1852
- 1853
- 1854
- 1855
- 1856
- 1857
- 1858
- 1859

- 1850 : Compromis du Congrès : la Californie entre dans l’Union comme État non esclavagiste ; l’Utah et le Nouveau-Mexique décident librement de l’admission ou de l’abolition de l’esclavage (remise en cause du compromis du Missouri) ; loi sur les esclaves fugitifs qui doivent désormais être rendus à leur maître même s’ils sont capturés dans un État libre.
- 1851-1852 : Fondation du New York Times, publication de La Case de l'oncle Tom.
- 1854 : Loi sur le Kansas-Nebraska, situé au Nord du 36e parallèle, qui lui donne le droit de choisir ou de refuser l’esclavage, ce qui annule le compromis du Missouri (1820).
- 1854 : création du Parti républicain à la suite de la loi sur le Kansas-Nebraska.
- 1857
  - invention de l'ascenseur par Elisha Otis.
  - Arrêt Dred Scott.

### Années 1860
- 1860
- 1861
- 1862
- 1863
- 1864
- 1865
- 1866
- 1867
- 1868
- 1869

- 1860
  - Élection de Lincoln à la présidence.
  - La Caroline du Sud fait sécession
  - Le Pony Express est fondé
  - Compromis de Crittenden

1861 - 1865 : guerre de Sécession.
- 1861
  - De janvier à février : Le Mississippi, la Floride, l’Alabama, la Géorgie, la Louisiane, le Texas sortent à leur tour de l’Union.
  - 4-9 février : convention de Montgomery : les sept États sécessionnistes forment une Confédération, élisent Jefferson Davis (ancien secrétaire à la Guerre) à la présidence et une Constitution est adoptée le 11 mars.
  - Avril-juin : La Virginie (17 avril), l’Arkansas (6 mai), la Caroline du Nord (20 mai) et le Tennessee font sécession et entrent dans la Confédération.
  - 11-12 avril : premiers coups de fusil à Fort Sumter.
- 1862 
  - Homestead Act
  - Pacific Railway Act
  - Morrill Land-Grant Colleges Act

- 1864
  - le 8 novembre : Réélection de Lincoln
  - Massacre de Sand Creek
  - Le Nevada devient un état
- 1865 
  - Abraham Lincoln proclame l'abolition de l'esclavage.
  - 14 avril : Assassinat de Lincoln par John Wilkes Booth, un acteur sudiste ; le vice-président Andrew Johnson lui succède.
  - 10 mai : Le président Jefferson Davis est fait prisonnier en Géorgie.
  - 26 mai : Les dernières forces du Sud capitulent. La guerre de Sécession se termine par la victoire des nordistes
  - 1er février : 13e amendement à la Constitution interdisant l’esclavage.
  - décembre : Les États sécessionnistes demandent leur réintégration et ratifient le 13e amendement.
- 1866
  - Civil Rights Act de 1866
  - Fondation du Ku Klux Klan
- 1867 - 1868 : Tenure Office Act interdisant au président de révoquer les hauts fonctionnaires et les membres de son cabinet sans autorisation du Sénat. Conflit Congrès / président Johnson : une procédure d’impeachment échoue à une voix près.
- 1867
  - Les États-Unis achètent l'Alaska à la Russie.
  - Le Nebraska devient un état
- 1868
  - Traité de Burlingame
  - 14e amendement : exclusion des fonctions publiques des Blancs ayant pris le parti de la Sécession.

### Années 1870
- 1870
- 1871
- 1872
- 1873
- 1874
- 1875
- 1876
- 1877
- 1878
- 1879

- 1870
  - 15e amendement : interdiction de priver des droits civils et politiques un homme libre « en raison de sa race, de sa couleur ou de son ancienne servitude ».
  - Réintégration des États vaincus dans l’Union.
- 1871 : création du parc national de Yellowstone.
- 1872
  - invention du chewing-gum par Thomas Adams. 1er brevet pour la télégraphie sans fil déposé par Mahlon Loomis.
  - Rétablissement des droits politiques de ceux qui en avaient été privés par le 14e amendement
- 1875
  - Resumption Act
  - Civil Rights Act adopté par le Congrès : interdit la ségrégation
- 1876 : Les Aventures de Tom Sawyer de Mark Twain. Invention du balai mécanique par Melville R. Bissell (en).
- 1877 : Les dernières troupes fédérales évacuent le Sud. La Reconstruction est terminée.
- 1878 : Bland-Allison Act

### Années 1880
- 1880
- 1881
- 1882
- 1883
- 1884
- 1885
- 1886
- 1887
- 1888
- 1889

- 1880 : premier gratte-ciel en acier à Chicago.
- 1881 : assassinat de James Garfield
- 1882 : Premier trust, la Standard Oil, formé par John D. Rockefeller.
- 1885 : Massacre de Rock Springs
- 1886 : invention du Coca-Cola par John S. Pemberton. La statue de la Liberté, de Frédéric Bartholdi, est offerte par la France aux États-Unis pour symboliser l'amitié franco-américaine à New York (une copie est érigée sur le pont de Grenelle à Paris).
- 1887
  - Dawes Act
  - Hatch Act
- 1889
  - Fondation de la National Geographic Society
  - Benjamin Harrison devient président
  - le Dakota du Nord, le Dakota du Sud, le Montana et Washington deviennent des états

### Années 1890
- 1890
- 1891
- 1892
- 1893
- 1894
- 1895
- 1896
- 1897
- 1898
- 1899

- 1891 : Crise de Baltimore
- 1895 : ouverture du Sea Lion Park, premier parc d'attractions américain, à Coney Island.
- 1896
  - l'Utah devient un état
  - annexion de Hawaii
- 1898 : Guerre et victoire contre l’Espagne à propos de Cuba

## XXesiècle

### Années 1900
- 1900
- 1901
- 1902
- 1903
- 1904
- 1905
- 1906
- 1907
- 1908
- 1909

- septembre 1901 : Le président McKinley est blessé par un anarchiste et meurt des suites de ses blessures ; son vice-président Théodore Roosevelt lui succède.
- 1901-1914 : Construction du canal de Panama.
- 1903 : fabrication du fameux Teddy Bear par Morris Michtom, surnom au départ donné à Theodore Roosevelt qui chassait l'ours dans le Mississippi et qui refusa de tuer un ours attaché à un arbre.
- 1906 : séisme de San Francisco.

### Années 1910
- 1910
- 1911
- 1912
- 1913
- 1914
- 1915
- 1916
- 1917
- 1918
- 1919

- 1911 : 1er studio de cinéma à Hollywood.
- 1912 : Mouvement progressiste : le parti républicain se scinde entre conservateurs et progressistes (Th. Roosevelt) ; victoire de Wilson (démocrate).
- 1913 : construction à New York du Woolworth Building (le plus élevé à l'époque) par Cass Gilbert.
- 1914 : 
  - création de la Paramount Pictures.
  - Août : Proclamation de la neutralité des États-Unis.
- 1916 : 1er magasin d'alimentation libre-service à Memphis (Tennessee).

### Années 1920
- 1920
- 1921
- 1922
- 1923
- 1924
- 1925
- 1926
- 1927
- 1928
- 1929

- 1921 : 1er Miss America.
- 1923 : création de la Warner Bros. Pictures par Harry Warner.
- 1924 : l'Indian Citizenship Act, citoyenneté américaine des Indiens.
- 1925 : Herbert Hoover est le premier président à utiliser la radio pour sa campagne électorale.
- 1927 : création de l'Oscar du cinéma par Louis Mayer.
- 1928 : Walt Disney crée le personnage de Mickey Mouse.
- 1929 : construction du Royal Gorge Bridge, pont le plus haut du monde (321 m), au-dessus de l'Arkansas dans le Colorado. Krach boursier de Wall Street le 24 octobre. Ouverture du MoMA à New York.

### Années 1930
- 1930
- 1931
- 1932
- 1933
- 1934
- 1935
- 1936
- 1937
- 1938
- 1939

- 1930 : 1er supermarché, ouvert à Long Island.
- 1931 : construction de l'Empire State Building à New York.
- 1932 : New Deal instauré par Franklin Roosevelt pour remettre sur pied l'économie américaine.
- 1933 : invention du Monopoly par Charles Darrow.
- 1936 : l'athlète noir américain Jesse Owens remporte quatre médailles d'or aux Jeux olympiques de Berlin.
- 1937 : Adoption du Marihuana tax act, premier pas vers l'interdiction du chanvre.
- 1937 : premier caddie (créé en 1934 par Raymond Josef) testé dans un magasin d'Oklahoma City.
- 1939 : La Chevauchée fantastique de John Ford. Autant en emporte le vent de Victor Fleming, Sam Wood et George Cukor.

### Années 1940
- 1940
- 1941
- 1942
- 1943
- 1944
- 1945
- 1946
- 1947
- 1948
- 1949

- 1941 : attaque japonaise à Pearl Harbor (Hawaii) le 7 décembre. Déclaration de guerre des États-Unis au Japon le 8 décembre. Déclaration de guerre de l'Allemagne et de l'Italie aux États-Unis le 11 décembre.
- 1944 : débarquement allié en Normandie le 6 juin.
- 1945 : bombes atomiques sur Hiroshima et Nagasaki les 6 et 9 août.
- 1946 : début de la Guerre froide. Winston Churchill parle du « rideau de fer ».
- 1948 : premier fast-food, créé par deux frères Maurice McDonald et Richard McDonald.
- 1949 : naissance de l'OTAN à New York.

### Années 1950
- 1950
- 1951
- 1952
- 1953
- 1954
- 1955
- 1956
- 1957
- 1958
- 1959

- 1950 : début du Maccarthysme, croisade anti-communiste par le sénateur Joseph McCarthy.
- 1951 : construction du Guggenheim à New York par l'architecte Frank Lloyd Wright.
- 1952 : début de l'Action Painting (ou expressionnisme abstrait) lancé par Harold Rosenberg, qui consiste à projeter des couleurs liquides (Pollock, De Kooning, Kline, Rothko).
- 1953 : exécution des époux Rosenberg, accusés d'espionnage.
- 1955 : ouverture du parc d'attractions Disneyland, en Californie.

### Années 1960
- 1960
- 1961
- 1962
- 1963
- 1964
- 1965
- 1966
- 1967
- 1968
- 1969

- 1960 : début du pop art lancé par Andy Warhol.
- 1962 : décès de Marilyn Monroe le 5 août.
- 1963 : Ich bin ein Berliner, discours historique de John Fitzgerald Kennedy le 26 juin. Discours mythique de Martin Luther King : I have a dream le 28 août, et assassinat de John Kennedy à Dallas le 22 novembre.
- 1964 :
  - début de la guerre du Viêt Nam.
  - le président des États-Unis, Lyndon Baines Johnson, signe le Civil Rights Act, le 2 juillet 1964.
- 1966 : fondation des Black Panthers à Oakland par des amis de Malcolm X Black Power, expression lancée par Stokely Carmichael, prônant le retour des Noirs en Afrique.
- 1968 : assassinat de Martin Luther King le 4 avril. Le 5 juin, Bob Kennedy, frère de John, meurt lui aussi assassiné.
- 1969 : Easy Rider de Dennis Hopper. Premiers pas d'Armstrong sur la lune. Mythique concert de Woodstock, dans l'État de New York.

### Années 1970
- 1970
- 1971
- 1972
- 1973
- 1974
- 1975
- 1976
- 1977
- 1978
- 1979

- 1973 : construction du World Trade Center (417 m) à New York. Elections des premiers maires noirs à Los Angeles, Atlanta et Détroit. Cessez-le-feu au Viêt Nam. Insurrection indienne à Wounded Knee (Dakota du Sud).
- 1974 : la crise du Watergate entraîne la démission de Richard Nixon.
- 1975 : légalisation partielle de l'avortement.
- 1979 : accident nucléaire à Three Mile Island.

### Années 1980
- 1980
- 1981
- 1982
- 1983
- 1984
- 1985
- 1986
- 1987
- 1988
- 1989

- 1981 : attentat contre Reagan.
- 1982 : courant Figuration libre inspiré des graffiti, de la BD et du rock. Keith Haring en est l'un des plus célèbres représentants.
- 1984 : la statue de la Liberté est inscrite sur la liste du patrimoine mondial de l'Unesco. Jeux olympiques de Los Angeles boycottés par les pays de l'Est.
- 1986 : la navette Challenger explose en direct à la télévision, lors de son lancement.
- 1987 : création d'Act Up (mouvement d'action et de soutien en faveur des malades du Sida).
- 1988 : gigantesque incendie au parc national de Yellowstone. Un cinquième du parc est détruit.
- 1989 : séisme de magnitude 6,9 à San Francisco (55 morts).

### Années 1990
- 1990
- 1991
- 1992
- 1993
- 1994
- 1995
- 1996
- 1997
- 1998
- 1999

- 1991 : 17 janvier - 27 janvier, guerre du Golfe.
- 1992 : émeutes à Los Angeles (59 morts et 2 300 blessés). Élection de Bill Clinton.
- 1993 : le 19 avril, 80 membres (dont 25 enfants) d'une secte millénariste, les Davidiens, périssent à Waco dans l'incendie de leur ferme assiégée depuis 51 jours par le FBI. Toni Morrison reçoit le prix Nobel de littérature.
- 1994 : séisme à Los Angeles (51 morts). Signature de l'ALENA, accord de libre-échange avec le Mexique et le Canada. Affaire Whitewater, enquête liée aux investissements immobiliers d'Hillary Clinton.
- 1995 : le sénat du Mississippi ratifie enfin le 13e amendement de la constitution des États-Unis, mettant un terme a l'esclavage ! Attentat d'Oklahoma City par des extrémistes de droite désorganisés.
- 1996 : réélection de Bill Clinton.
- 1998 : début du Monicagate le 21 janvier.
- 1999 : décès de Bill Bowerman, cofondateur de la firme Nike. La légende raconte qu'il avait créé la chaussure mythique avec… un moule à gaufres.
- 2000 : pendant l'été, de violents incendies ravagent 13 États de l'Ouest, du Nouveau-Mexique à la frontière canadienne. En décembre : George W. Bush devient le 43e président des États-Unis.

## XXIesiècle

### Années 2000
- 2000
- 2001
- 2002
- 2003
- 2004
- 2005
- 2006
- 2007
- 2008
- 2009

- 2001 : le 11 septembre, les États-Unis sont victimes de la plus grande attaque terroriste de l'histoire mondiale. Quatre avions civils détournés et pilotés par des kamikazes s'écrasent sur les Twin Towers de New York, l'immeuble du Pentagone à Washington et le dernier près de Pittsburgh en Pennsylvanie avant d'avoir atteint son objectif. Le choc psychologique est mondial et le bilan est très lourd : près de 4 000 morts et autant de blessés.
- 2002 aux États-Unis : définition de l'axe du mal par George W. Bush : Corée du Nord, Iran, Irak
- 2003 aux États-Unis : seconde guerre en Irak
- 2004 aux États-Unis : décès de Ray Charles, Reagan, réélection de George W. Bush
- 2005 aux États-Unis : ouragan Katrina
- 2007 aux États-Unis : crise des subprimes
- 2008 aux États-Unis : élection de Barack Obama, premier président métis (père noir kényan et mère américaine blanche du Kansas)
- 2010 aux États-Unis : explosion de la plateforme pétrolière Deepwater Horizon
- 2012 aux États-Unis : ouragan Sandy
- 2016 aux États-Unis : élection de Donald Trump
- 2018 aux États-Unis : L'ancien président américain George H. W. Bush décède des suites de la maladie de Parkinson. Il est enterré dans l’état du Capitole américain.
- 2020 aux États-Unis : élection présidentielle.
- 2021 aux États-Unis : Manifestations de janvier 2021 à Washington.
- 2021 aux États-Unis : investiture présidentielle de Joe Biden et de Kamala Harris aux États-Unis ; Biden devient 46e président des États-Unis et Harris le 49e vice-président des États-Unis, ainsi qu'à la fois la première personne noire, la première personne d'origine sud-asiatique et la première femme vice-présidente.
- 2024 aux États-Unis : élection présidentielle, Donald Trump est élu.
- 2024 aux États-Unis : l'ancien président Jimmy Carter meurt à l'âge de 100 ans. Il est le président ayant vécu le plus longtemps de l'histoire américaine.
- 2025 aux États-Unis : investiture présidentielle de Donald Trump, qui devient 47e président des États-Unis.